# Манник (пирог)
Манник — пирог из манной крупы.

## Рецепт
Манную крупу смешивают с водой или молоком и оставляют набухнуть на 3—4 часа. Добавляют сахар, соль и соду. Перемешивают и переливают на смазанный топлёным маслом противень или форму для выпекания. Готовый пирог смазывают сливочным маслом. Манник без соды: в набухшую крупу, за 2—3 часа до выпечки, добавляют дрожжи, растворённые в небольшом количестве воды или молока, и дают подойти тесту.
Подают пирог горячим или холодным, со сметаной, сладким фруктовым соусом, соком, сиропом или молоком.

## Разновидности
Басбуса — в арабской кухне, Ревани — в греческой и турецкой, Шамали — в армянской. Эти пироги пропитываются сиропом или мёдом, что характерно для многих восточных кондитерских изделий.